# Källarmattvävare
Källarmattvävare (Megalepthyphantes nebulosus) är en spindelart som först beskrevs av Carl Jakob Sundevall 1830.  Källarmattvävare ingår i släktet Megalepthyphantes och familjen täckvävarspindlar. Arten är reproducerande i Sverige. Inga underarter finns listade i Catalogue of Life.